# Serdar Berdimuhamedow
Serdar Gurbangulyýewiç Berdimuhamedow (pronunciat en Turcman: [θɛɾˈdɑɾ ɢʊɾbɑnʁʊˈlɯjɛβɪtʃ bɛɾdɯmʊxɑmɛˈdoβ]; nascut el 22 de setembre de 1981) és un polític turcman que serveix com el tercer i actual president del Turkmenistan des del 19 de març del 2022. Berdimuhamedow, anteriorment, ha servit en moltes altres posicions polítiques en el govern del seu pare, Gurbanguly Berdimuhamedow. Ambdós firmen un acord per repartir-se el poder i governen junts en un sistema de govern autoritari.
El 2021 es converteix en un diputat del Gabinet de ministres del Turkmenistan. El 2022 guanya les eleccions presidencials del Turkmenistan amb un 73%; però aquestes eleccions no s'han considerat lliures. D'aquesta manera, Serdar succeeix el govern totalitari de 18 anys del seu pare, cosa que converteix el Turkmenistan en el primer país modern d'Àsia Central que està governat per un sistema dinàstic.

## Joventud i educació
Serdar Berdimuhamedow neix el 22 de setembre de 1981 a Aixgabad, a l'antiga Unió Soviètica. Entre el 1987 i el 1997 estudia a l'escola de secundària 48 d'Aixgabad. El 2001 es gradua en enginyer tècnic a la Turkmen Agricultural University.
Entre el juliol i el novembre de 2001, he treballa  al Directorate for Foreign Economic Relations of the Food Processing, abans de servir dos anys al servei militar obligatori. Entre el 2003 i el 2008 treballa al departament de fruites i verdures de l'empresa Food Processing Association.
Entre el 2008 i el 2011 estudia a l'acadèmia diplomàtica del Ministeri d'Afers Exteriors de Rússia i obté un diploma en relacions internacionals. En aquest període també és assignat a l'ambaixada turkmena a Moscou com a conseller. Entre el 2011 i el 2013 estudia en el Geneva Centre for Security Policy un postgrau en estudis europeus i internacionals. En aquesta època exerceix de conseller a la Missió turkmena a les Nacions Unides de Ginebra.
A la segona meitat del 2013 exerceix com a cap del departament europeu del Ministeri d'Afers Exteriors del Turkmenistan. Entre 2013 i 2016 esdevé sotsdirector de la State Agency for Management and Use of Hydrocarbon Resources. Entre el 2016 i el 2017 és el president del Departament d'Informació Internacional del Ministeri d'Afers Exteriors.
El 18 d'agost de 2014 defensa una dissertació a l'Acadèmia Turkmena de Ciències per obtenir un grau en ciències. El juliiol de 2015 obté el doctorat en ciències tècniques.
Els mitjans de comunicació estatals citen a Serdar B. com a "el fill de la nació" de manera reiterada.

## Servei militar
Entre el 2001 i el 2003 serveix en el servei militar obligatori. El 27 de novembre de 2017 obté el rang de tinent coronel. El 26 de genere de 2023 és promogut per l'Assemblea del Turkmenistan al rol de "comandant en cap suprem de les forces armades", que és el lloc més elevat de l'exèrcit.

## Carrera política
El novembre de 2016 Serdar B. esdevé congresista de l'Assemblea del Turkmenistant representant el districte parlamentari 25, que correspon a la ciutat de Dushak, a la província d'Ahal. El març del 2018 és reelegit en aquest càrrec per més del 90% dels vots del districte. El març del 2017 presideix el comitè de legislació i normes.
El març del 2018 esdevé el vice-ministre d'afers exteriors del Turkmenistan. El gener de 2019 esdevé vice-governador de la província d'Ahal, la regió d'on son nadius la majoria de l'elit turkmena. El juny de 2019 passa a ser el governador de la província. El febrer de 2020 esdevé ministre d'indústria i construcció del Turkmenistan.
L'11 de febrer del 2021 Serdar B. és promogut a vicepresident del Gabinet de Ministres del Turkmenistan per la innovació i la digitalització. Al mateix temps, és nombrat membre del Consell de Seguretat Nacional i president de la Cambra de Control Suprema del Turkmenistan. El 9 de juliol del 2021 renova els seus càrrecs al Consell de Seguretat Nacional i a la Cambra de Control Suprem i esdevé responsable d'economia i finances del Gabinet de Ministres.

## Presidència (2022 - present)

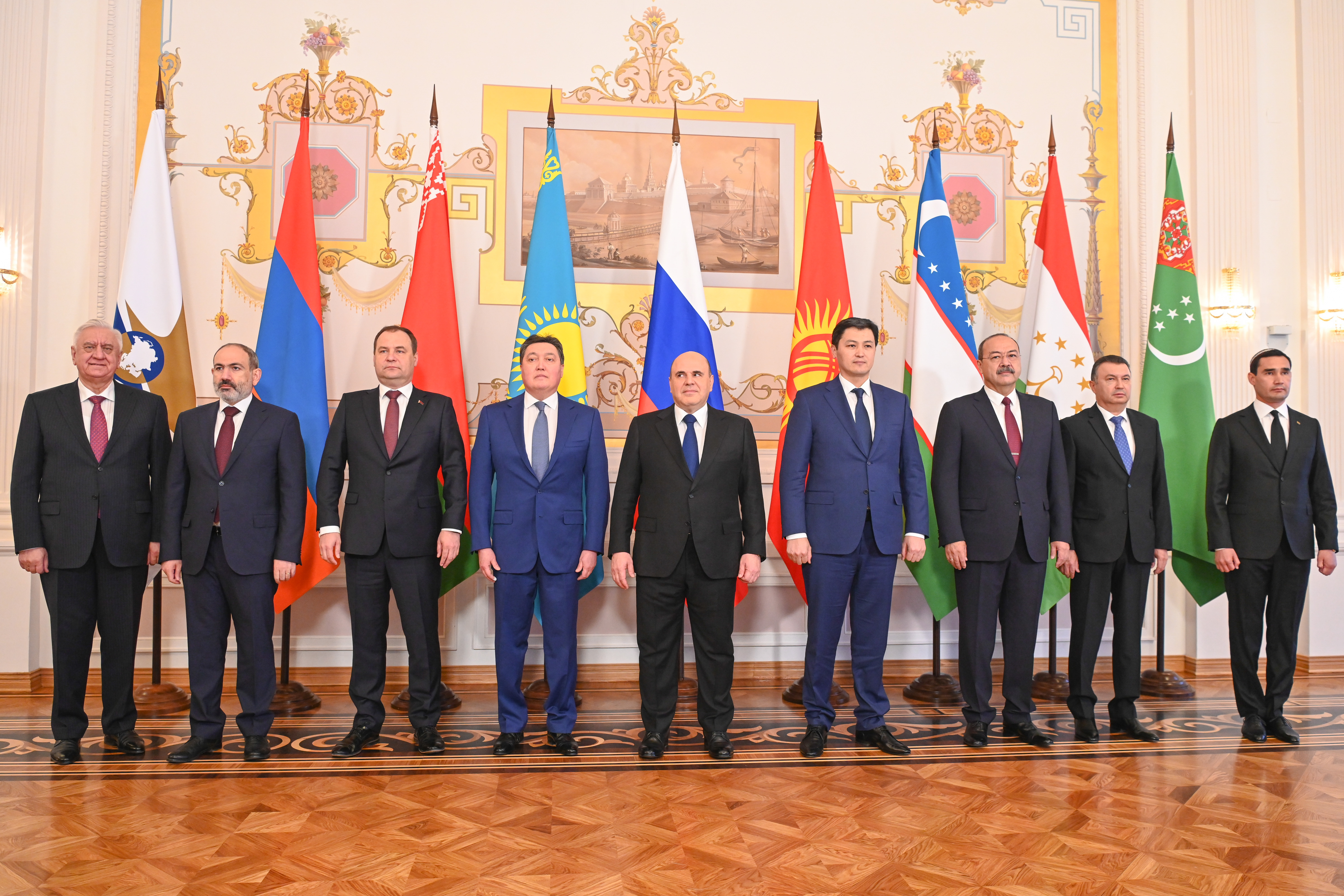
Serdar B. al Concell Intergovernamental euroasiàtic del 2021. És el primer per la dreta

### Eleccions
El febrer del 2022 es confirma que Serdar B. es presenta a les eleccions anticipades convocades pel 12 de març, cosa que provoca especulacions que esdevindria el successor del seu pare. Guanya les eleccions presidencials amb el 72,97% dels vots i succeeix el seu pare com a president i estableix una dinastia política. Els observadors internacionals consideren que les eleccions no foren lliures ni justes.

### Inauguració
El 19 de març del 2022 s'inaugura la seva primera presidència al palau Ruhyýet. En aquest moment jura la Constitució del Turkmenistan i l'Alcorà.

### Composició del seu gabinet de ministres
El 25 de març del 2022 presenta el seu gabinet de ministres reafirmant els ministres del seu pare en els seus càrrecs. Només posa un nou ministre, Muhammetguly Muhammedo, que el reemplaça com a vicepresident del Gabinet de Ministres per l'Economia i les Finances.

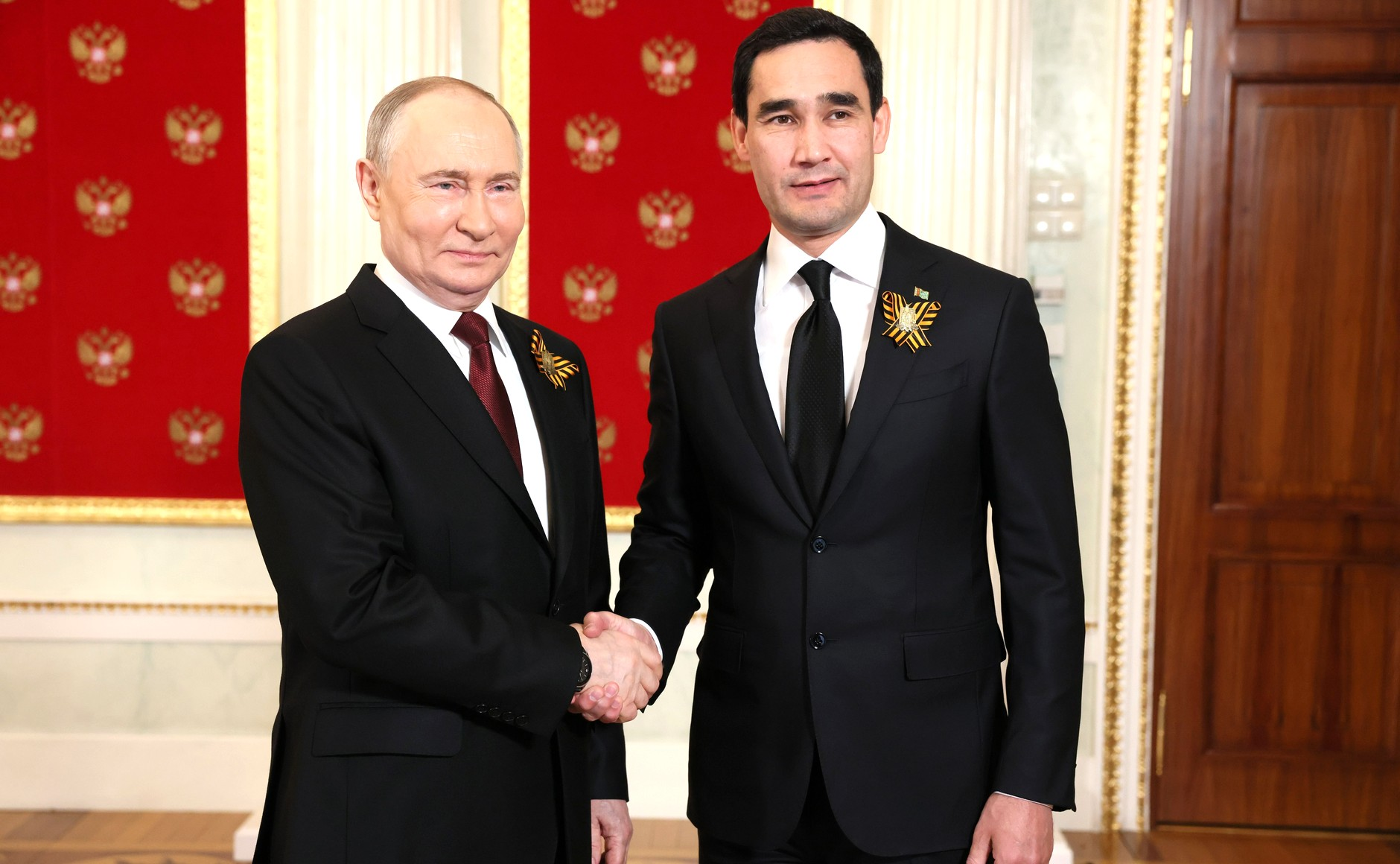
Berdimuhamedow i Vladímir Putin abans de la desfilada de la victòria de Moscou l 9 de maig del 2024

### Política exterior
El primer dia de la seva presidència, Serdar B. accepta les credencials de Fazal Muhammad Sabir, fet que converteis el Turkmenistan en el primer país d'Àsia Central a acceptar els diplomàtics del govern talibà de l'Afganistan. L'1 d'abril l'expresident indi Ram Nath Kovind fa la seva primera visita al país essent el primer cap d'estat estranger que és rebut per Berdimuhamedow. Els dos líders discuteixen l'expansió de la cooperació comercial i energètica. El 1-2 de juny de 2022 Serdar B. fa la seva primera visita oficial a l'estranger visitant l'Aràbia Saudita. A finals de mes visita Rússia i Iran.
El 2022 Serdar B. nombra a Rússia com el seu principal aliat internacional. L'11 d'octubre del 2024 es reuneix amb el president iranià, Massud Pezeixkian i Vladímir Putin al Turkmenistan, en el context de l'escalada militar del Proper Orient.

### Polítiques de seguretat nacional
Durant una reunió del Consell de Seguretat nacional, a principis d'abril del 2022, destitueix al coronel general Çarymyrat Amanow com a secretari del Consell a favor del cap del Ministeri de Defensa, Begench Gundogdyev. També aboleix el càrrec d'Amanow coma vicepresident del gabinet responsable de seguretat, de l'exèrcit i de la justícia. A més a més, substitueix el ministre de l'interior, el coronel Öwezdurdy Hojanyýazo pel coronel Muhammed Hydyrow.

## Vida personal
Serdar B. està casat i té quatre fills. Un seu company de classe de l'Acadèmia Diplomàtica Russa el va descriure com a equilibrat i modest. Els seus professors i alguns companys l'han descrit com "modest, sensible, educat i tranquil".
Serdar B. parla turkmen, rus i anglès.
El 30 de maig del 2022 la mare de Serdar, Ogulgerek Berdimuhamedowa, és premiada amb el títol de ''Honored Carpet Weaver of Turkmenistan" a la ciutat de Gökdepe. A principis de juny del 2022, en la seva visita a Aràbia Saudita, ell i el seu fill fan l'umra (peregrinació a la Meca).
El 21 de gener del 2023, Serdar B. signa la llei constitucional "On the National Leader of the Turkmen people" que atorga immunitat i altres beneficis legals al seu pare i als membres de la seva família.

## En altres projectes de la viquipèdia
- Discurs a viquidites